# Łotwa na Letnich Igrzyskach Paraolimpijskich 1992
Łotwę na Letnich Igrzyskach Paraolimpijskich 1992 w Barcelonie reprezentowało dwóch mężczyzn, startujących w lekkoatletyce. Był to debiut reprezentacji Łotwy na letnich igrzyskach paraolimpijskich. 
Reprezentanci Łotwy nie zdobyli żadnego medalu. Najwyższe miejsce zajął Armands Ližbovskis, który był piąty w trójskoku B3.

## Wyniki

### Lekkoatletyka
Mężczyźni
| Zawodnik           | Konkurencja           | Eliminacje | Eliminacje | Finał    | Finał   | Źródło |
| Zawodnik           | Konkurencja           | Rezultat   | Miejsce    | Rezultat | Miejsce | Źródło |
| ------------------ | --------------------- | ---------- | ---------- | -------- | ------- | ------ |
| Armands Ližbovskis | bieg na 100 metrów B3 | DNS        | DNS        | NQ       | NQ      | [ 2 ]  |
| Armands Ližbovskis | bieg na 200 metrów B3 | 23,84      | 2          | 24,29    | 7       | [ 3 ]  |

| Zawodnik           | Konkurencja         | Finał    | Finał   | Źródło |
| Zawodnik           | Konkurencja         | Rezultat | Miejsce | Źródło |
| ------------------ | ------------------- | -------- | ------- | ------ |
| Armands Ližbovskis | skok w dal B3       | 6,19 m   | 6       | [ 4 ]  |
| Armands Ližbovskis | trójskok B3         | 11,94 m  | 5       | [ 5 ]  |
| Aldis Šūpulnieks   | rzut dyskiem THS2   | 34,04 m  | 8       | [ 6 ]  |
| Aldis Šūpulnieks   | rzut oszczepem THS2 | 31,00 m  | 15      | [ 7 ]  |
| Aldis Šūpulnieks   | pchnięcie kulą THS2 | 9,48 m   | 14      | [ 8 ]  |